# Ernesto II di Sassonia-Coburgo-Gotha
Ernesto II di Sassonia-Coburgo-Gotha, nato coi nomi di Ernesto Augusto Carlo Giovanni Leopoldo Alessandro Edoardo (Coburgo, 21 giugno 1818 – Friedrichroda, 22 agosto 1893), fu il secondo duca di Sassonia-Coburgo-Gotha, regnando dal 1844 fino alla sua morte.

## Biografia

### Infanzia

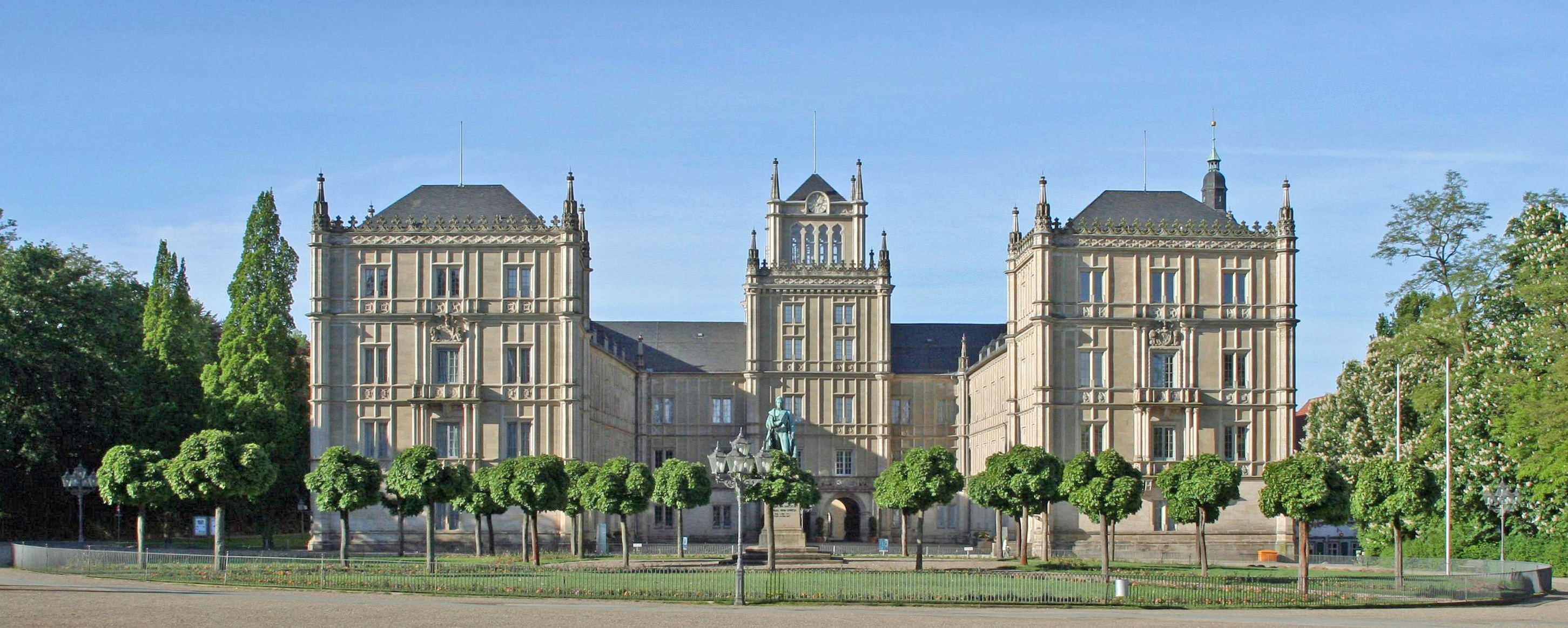
Il Palazzo di Ehrenburg, dove nacque Ernesto II.

Ernesto di Sassonia-Coburgo-Saalfeld nacque al Palazzo di Ehrenburg a Coburgo il 21 giugno 1818. Egli era il figlio primogenito di Ernesto III di Sassonia-Coburgo-Saalfeld e della sua prima moglie, la principessa Luisa di Sassonia-Gotha-Altenburg. Poco dopo la sua nascita nacque anche suo fratello Alberto, che poi diverrà marito della Regina Vittoria. Nel 1826 suo padre divenne Ernesto I di Sassonia-Coburgo-Gotha in uno scambio di territori dopo la morte di suo zio, Federico IV di Sassonia-Gotha-Altenburg.
Molte sono le testimonianze sull'infanzia di Ernesto. Quando aveva appena quattordici anni, un servo poté così commentare "gira intorno tutto il giorno ed è pieno di impazienza e forza vitale. Ora non è bellissimo, ad eccezione dei grandi occhi scuri". Nel maggio del 1820, sua madre descrisse Ernesto come "molto grande per la sua età, ma intelligente. I suoi grandi occhi scuri sono pieni di spirito e di vivacità". Il suo biografo, Richard Hough, scrisse che "sin dall'infanzia divenne chiaro come Ernesto assomigliasse nel carattere e nell'aspetto a suo padre, mentre Alberto avesse preso più da sua madre". Ernesto e suo fratello vissero spesso presso la nonna, la contessa Augusta di Reuss-Ebersdorf sino alla morte di questa nel 1831.

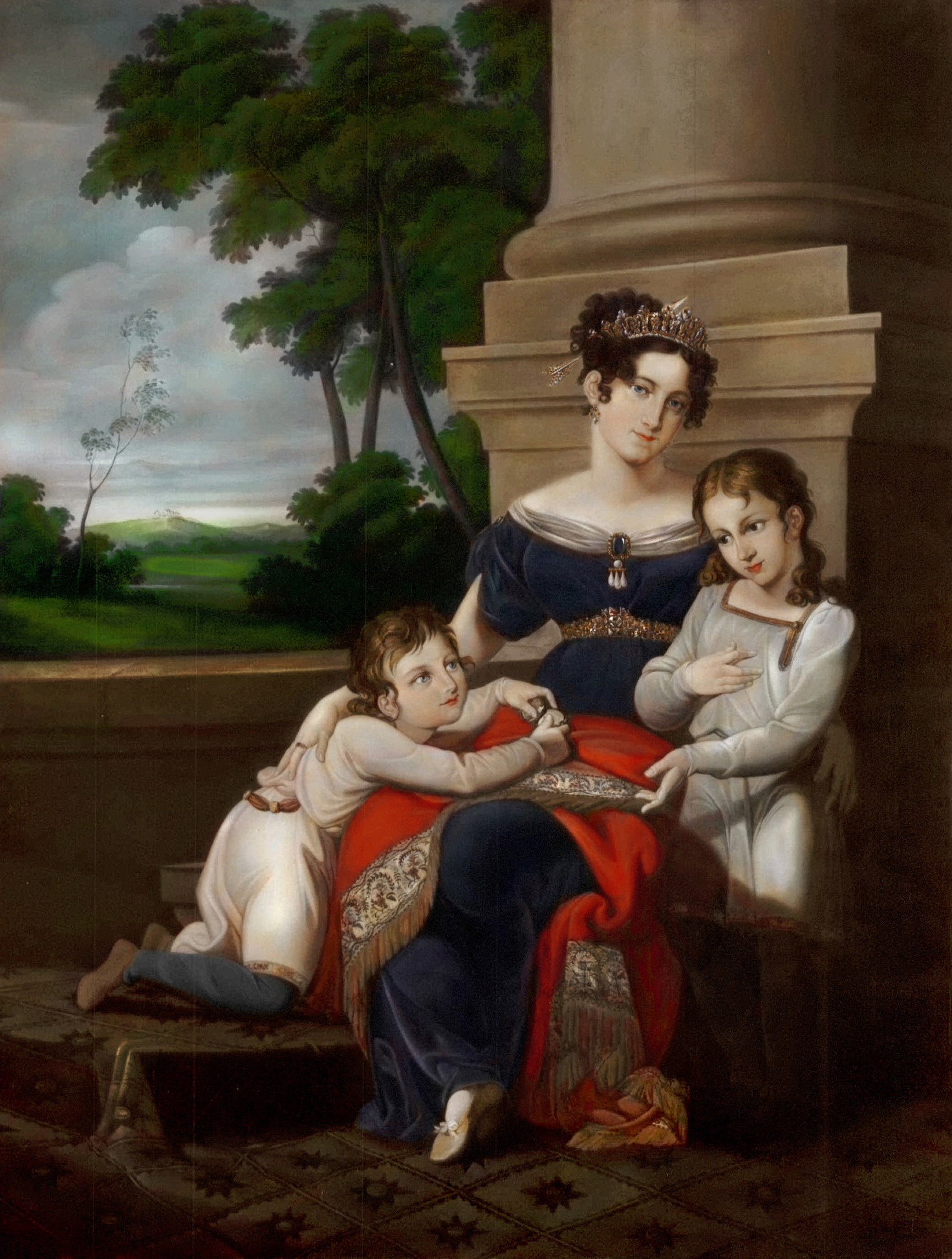
Ernesto, a destra, con il fratello Alberto e la madre Luisa di Sassonia-Gotha-Altenburg

Ernesto ed Alberto vennero cresciuti insieme. Sebbene Alberto avesse quattordici mesi in meno del fratello, egli sorpassava di gran lunga Ernesto a livello intellettuale. Secondo la testimonianza del loro tutore, "vanno mano nella mano in tutto, persino al lavoro o a giocare. Hanno gli stessi interessi, godono delle stesse gioie e delle stesse tristezze, hanno sentimenti comuni". Il matrimonio tra i loro genitori ad ogni modo non era particolarmente felice al punto che nel 1824 Ernesto I e Luisa divorziarono; la duchessa lasciò quindi Coburgo e le venne vietato di rivedere i figli. Ella si risposò col conte Alexander von Hanstein, morendo nel 1831 all'età di 30 anni. L'anno prima della sua morte, il loro padre si risposò con la nipote Maria di Württemberg, che era figlia di sua sorella Antonietta e per questo per Ernesto ed Alberto la loro nuova matrigna era anche loro cugina di primo grado. Il duca e la duchessa erano uniti ma non ebbero figli, lasciando ampio spazio a Maria per intrattenere un ottimo rapporto coi figli adottivi.

### In Inghilterra

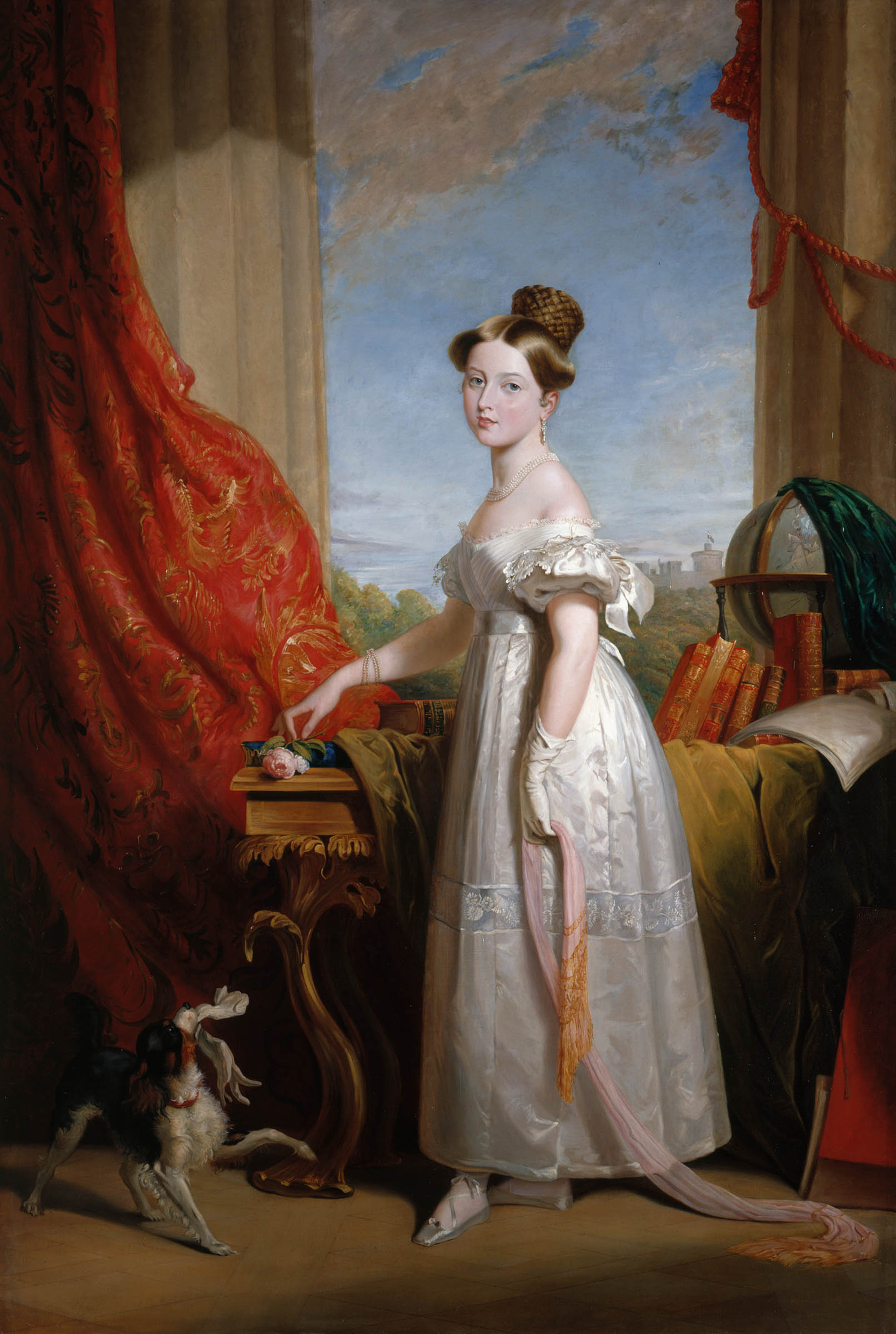
George Hayter, Ritratto della Principessa Vittoria di Kent con il suo Springer spaniel inglese, olio su tela, ca. 1866 (orig. 1833), Royal Collection

Nel 1836, Ernesto ed Alberto si recarono in vista alla loro cugina, la principessa Vittoria di Kent, trascorrendo alcune settimane al Castello di Windsor. Entrambi i ragazzi erano infatti considerati dalla famiglia inglese come potenziali mariti per la giovane principessa Vittoria ed entrambi studiarono in maniera approfondita la lingua inglese. In un primo tempo Ernesto I riteneva che Ernesto sarebbe stato un miglior marito per Vittoria rispetto ad Alberto, in quanto i suoi interessi sportivi sarebbero meglio stati recepiti dal pubblico inglese. Altri invece favorivano Alberto su Ernesto come possibile marito. A livello di temperamento, Vittoria era più simile ad Ernesto in quanto entrambi erano pieni di vita e amavano la danza, il pettegolezzo e le notti brave a differenza di Alberto che appariva fisicamente malaticcio, studioso e introverso. Vittoria diede giudizi su entrambi: Ernesto era "gentilissimo, onesto e contenuto", mentre Alberto "appariva pieno di bontà e dolcezza, molto intelligente". Ad ogni modo questa prima occasione non fruì proposte di matrimonio per nessuno dei due giovani principi che fecero ritorno a casa poco dopo.

### Carriera militare

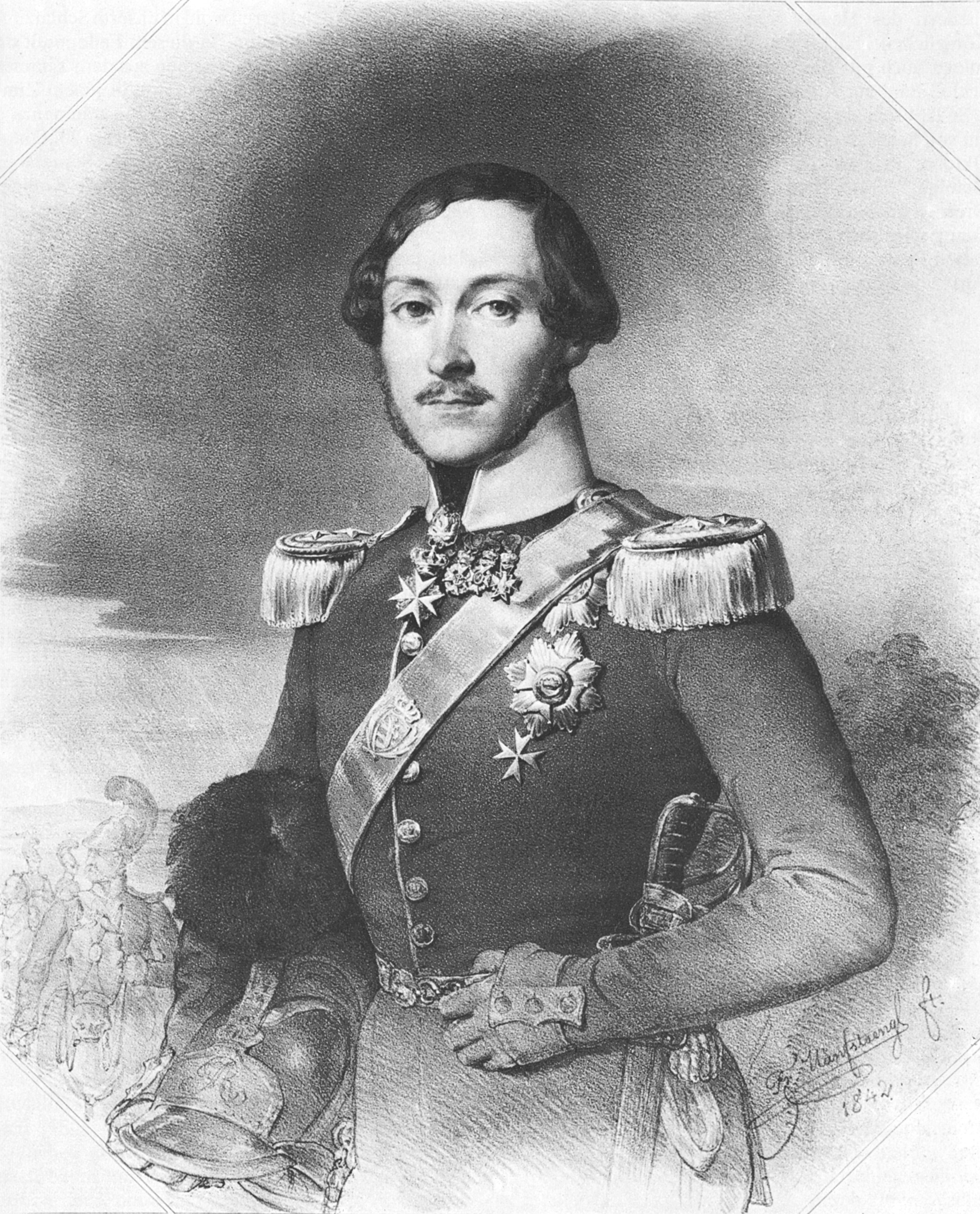
Una litografia di Ernesto in uniforme nel 1842

Ernesto, l'anno successivo, iniziò la sua carriera militare. Nell'aprile del 1837, Ernesto ed Alberto si trasferirono all'Università di Bonn per compiere i loro studi. Dopo sei settimane, Vittoria ascese al trono del Regno Unito come regina e questa grande notizia fece sì che i due giovani lasciassero entrambi l'università il 28 agosto 1837 e si dedicassero ad un tour in Europa. Tornati a Bonn nel novembre di quell'anno per terminare i loro studi, nel 1839 entrambi salparono nuovamente alla volta dell'Inghilterra dove Vittoria riconobbe e prescelse suo cugino Alberto come suo compagno di vita. Questo profondo legame ebbe future implicazioni per Ernesto nel futuro prossimo; ad esempio, egli venne prescelto come padrino per la seconda figlia di Alberto, la principessa Alice, e venne chiamato a dare il suo assenso per il di lei matrimonio.

### Matrimonio

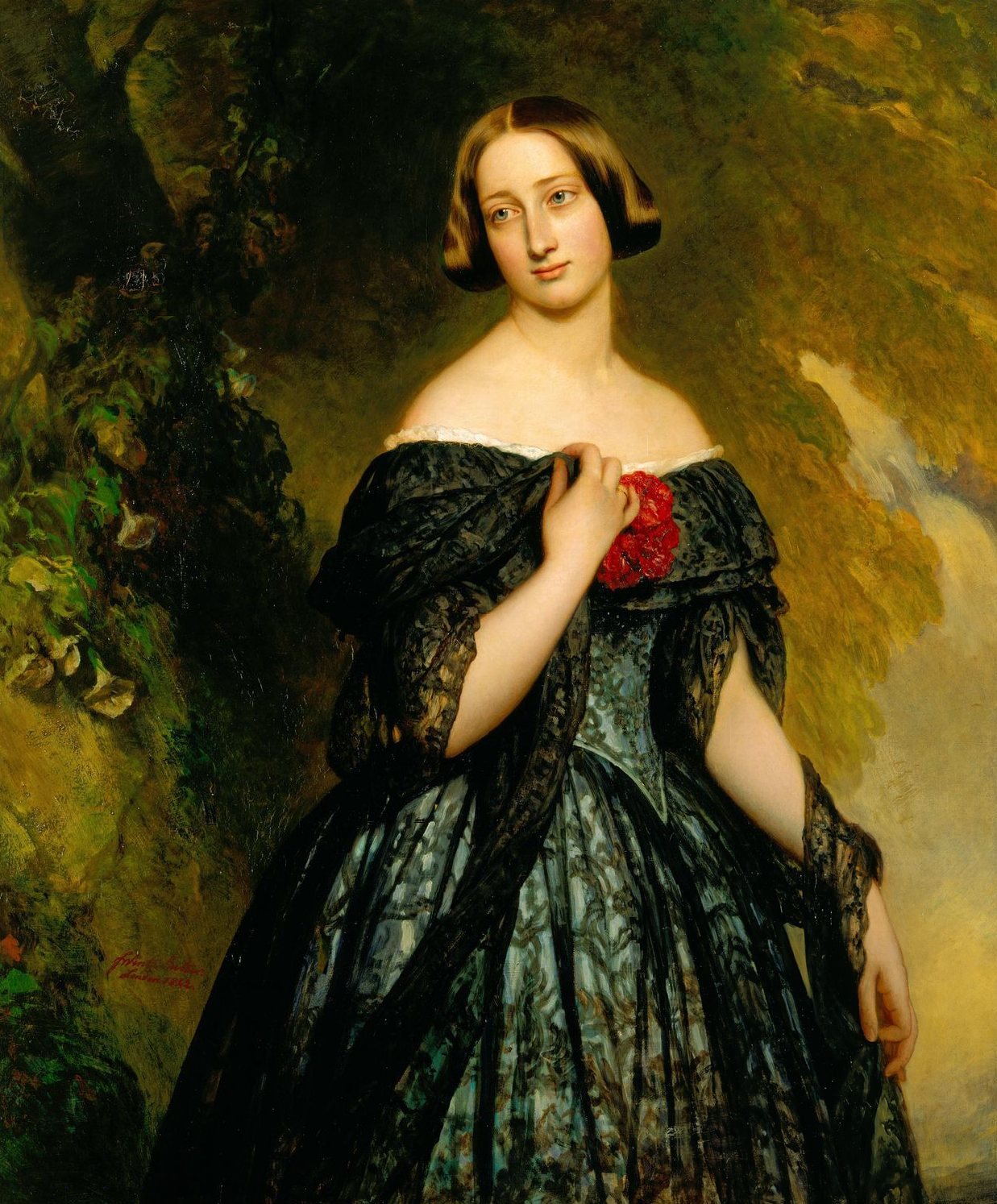
Dipinto di Franz Xaver Winterhalter raffigurante la moglie di Ernesto, la principessa Alessandrina di Baden nel 1842, anno del suo matrimonio. Alessandrina rimarrà devota al marito Ernesto durante il loro matrimonio, ritenendo che la loro mancanza di figli fosse colpa sua.

Molte furono le candidate per il matrimonio di Ernesto dopo la scelta di suo fratello al ruolo di principe consorte inglese. Suo padre avrebbe voluto maritarlo ad una delle granduchesse russe per elevare il rango della famiglia ancora più in alto. Un'altra delle possibili candidate era la principessa Clementina d'Orléans, figlia di Luigi Filippo di Francia, che aveva incontrato alla corte delle Tuileries. Dal momento che però questo matrimonio avrebbe richiesto ad Ernesto una conversione dal luteranesimo al cattolicesimo e quindi la perdita di tutti i suoi diritti di successione al ducato paterno, il progetto matrimoniale con la figlia del re francese fu abbandonato. Altre candidate furono Isabella II di Spagna, e la principessa Augusta di Cambridge, cugina della regina Vittoria d'Inghilterra.
Infine, il 3 maggio 1842 a Karlsruhe, Ernesto sposò la ventunenne principessa Alessandrina di Baden. Ella era la figlia maggiore del granduca Leopoldo di Baden e della principessa Sofia Guglielmina di Svezia, figlia a sua volta del deposto re Gustavo IV Adolfo di Svezia. Il matrimonio non produsse eredi, anche se pare che Ernesto abbia avuto tre figli illegittimi al di fuori del matrimonio.

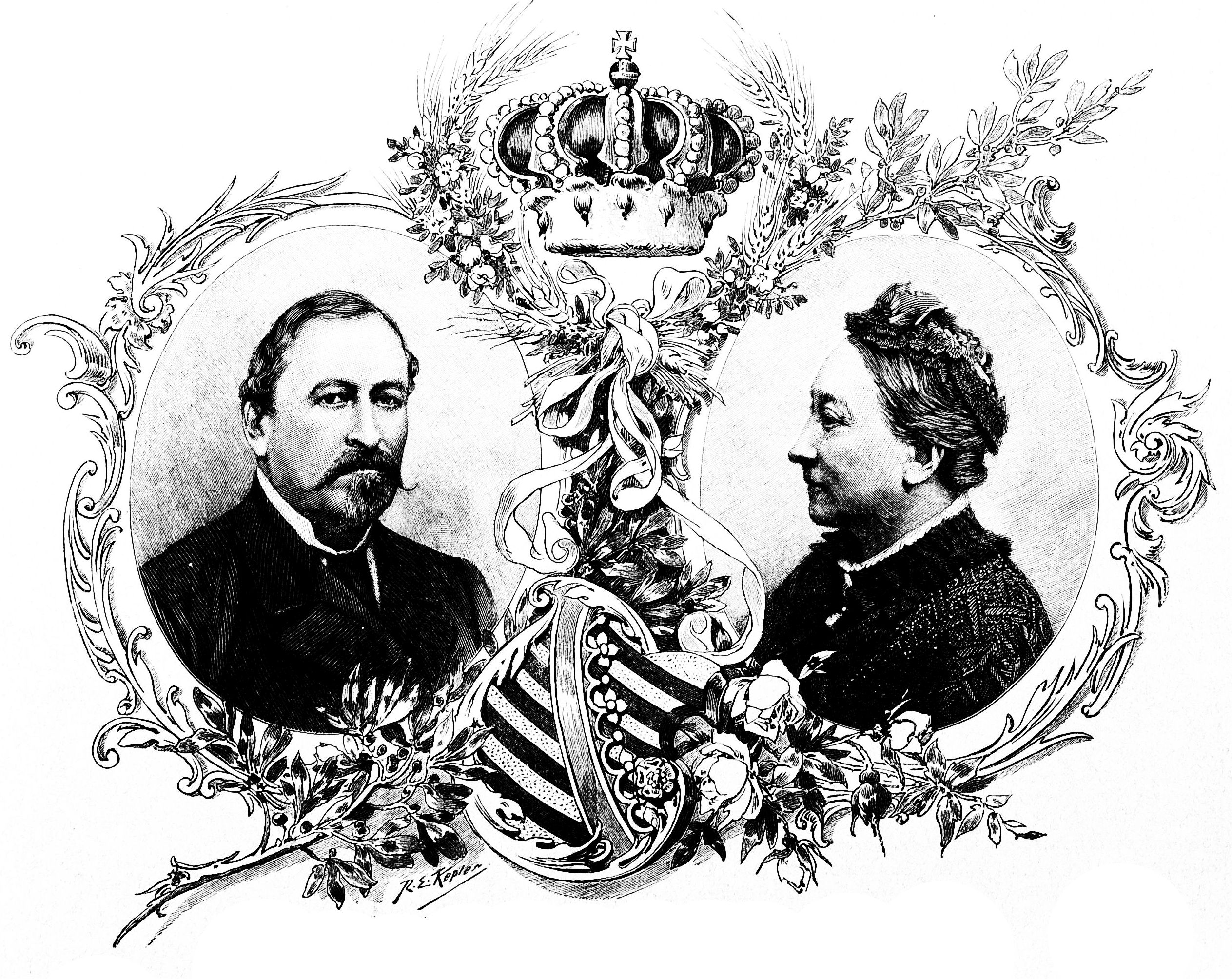
Il Duca e la Duchessa di Sassonia-Coburgo-Gotha nel 1892

Ernesto soffriva di una malattia venerea a causa probabilmente della vita dissoluta e promiscua che conduceva. Questi vizi, ereditati dal padre, facevano orrore al fratello Alberto. A proposito del suo aspetto fisico, provato dalla malattia, si legge in uno scritto di Sarah Lyttelton, baronessa Lyttelton, dama di compagnia della regina Vittoria, la quale ebbe modo di conoscerlo nel 1839 a Windsor: "è pallido, scarnito, non ha la bellezza del fratello. Ma ha dei bellissimi occhi scuri e capelli neri, è una figura luminosa, ed ha grande spirito". In quello stesso anno il fratello Alberto gli consigliò di aspettare a sposarsi sino a quando non si fosse completamente ristabilito. Altri storici ritengono invece che il disagio di Ernesto e di sua moglie nell'impossibilità di avere dei figli fosse dovuto essenzialmente a sua moglie, la quale aveva gravi problemi di salute che non la rendevano fertile.
Passando gli anni, Ernesto divenne sempre più infelice e scostante nei confronti della moglie. Anche se Alessandrina continuò ad essergli devota, Ernesto scelse per lo più di ignorarla limitandosi a mantenere il ruolo formale di marito.

### Duca di Sassonia-Coburgo-Gotha

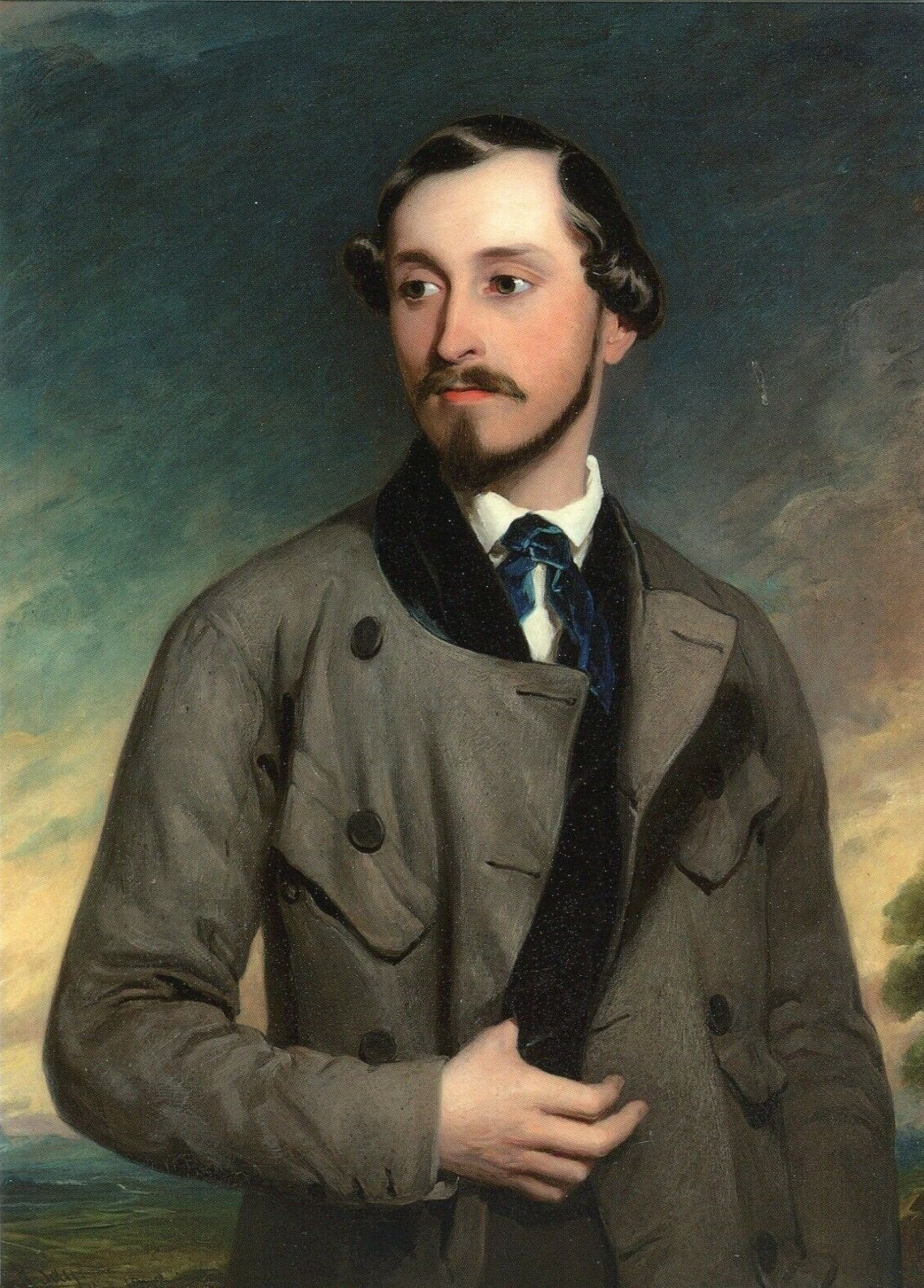
Ernesto II, duca di Sassonia-Coburgo-Gotha ritratto da Frederick Richard nel 1848

Il 29 gennaio 1844, il padre di Ernesto morì a Gotha, uno dei territori che la famiglia aveva recentemente acquistato. Ernesto come conseguenza succedette ai ducati di Sassonia-Coburgo-Gotha col nome di Ernesto II di Sassonia-Coburgo-Gotha.

#### Sviluppo di una costituzione

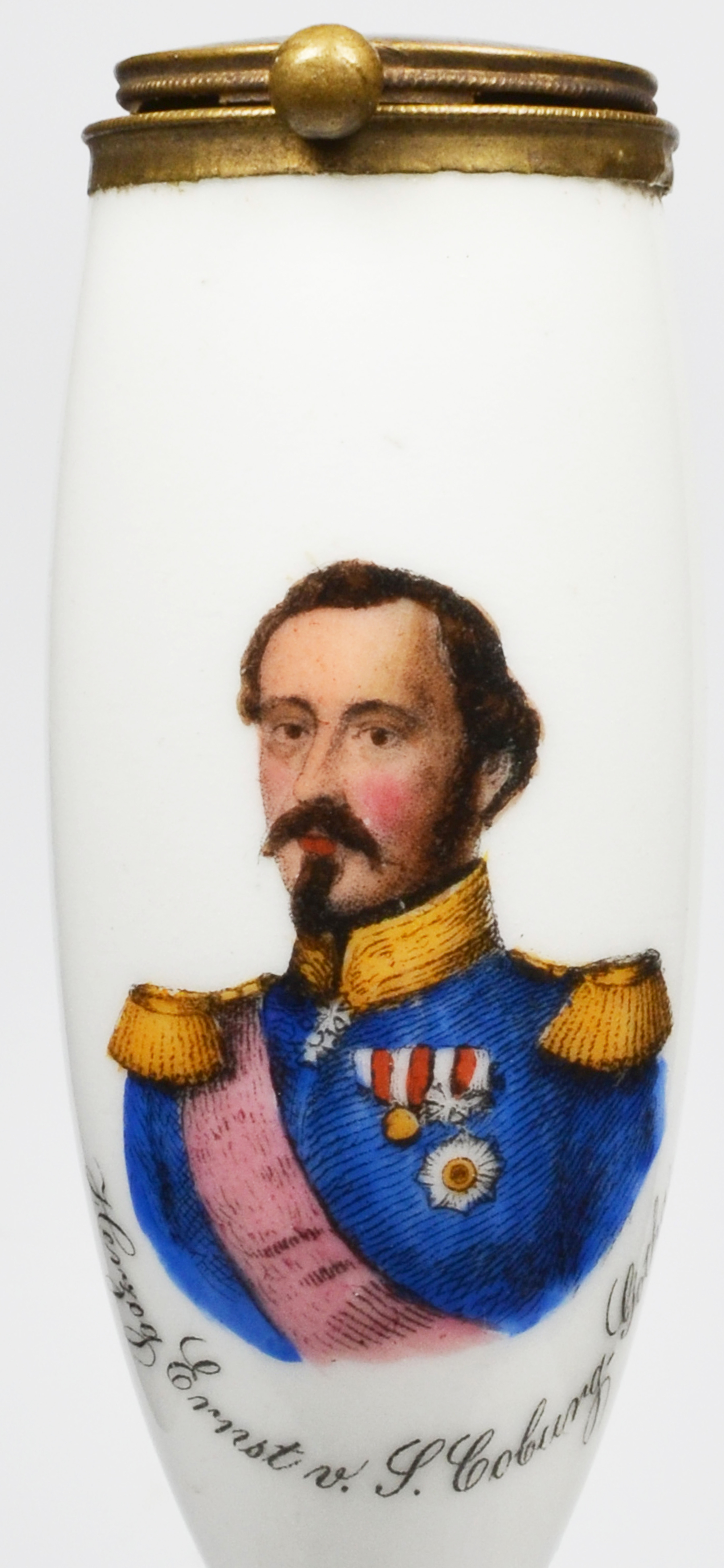
Il Duca di Sassonia-Coburgo-Gotha su di una candela

Ernesto si confrontò subito con grandi problemi nel suo regno. Nel gennaio del 1848, Ernesto si recò in visita al fratello per farsi consigliare circa la situazione dell'Europa intera. Gran parte del suo terrore era legato al fatto che i rivoltosi a Coburgo avevano accusato il suo governo di voler mistificare le finanze statali e, sebbene Ernesto personalmente potesse contare su una grande eredità, frequentemente lui stesso si era trovato in debito. Molti erano anche i richiami al voler nazionalizzare le proprietà personali del duca.
Durante i tumulti del 1848 in Germania, Alberto in Inghilterra stava rivedendo un piano per liberalizzare maggiormente lo stato e nel contempo pensò ad un'alternativa anche per lo stato del fratello al quale donò poi una copia della nuova costituzione perché vi lavorasse sopra. La concessione giunse a Gotha nel 1849 ed andò profondamente a riformare quella di Coburgo del 1821, al punto che nel 1852 entrambe le costituzioni vennero unite, convertendo l'unione personale dei due ducati in un'unione reale; i ducati apparivano ora inseparabili e con un ordinamento legislativo comune. Per questo Ernesto divenne un governante molto popolare ed ottenne il sostegno di buona parte della popolazione nelle sue azioni di governo sebbene in un momento difficile.

#### Guerre dello Schleswig-Holstein

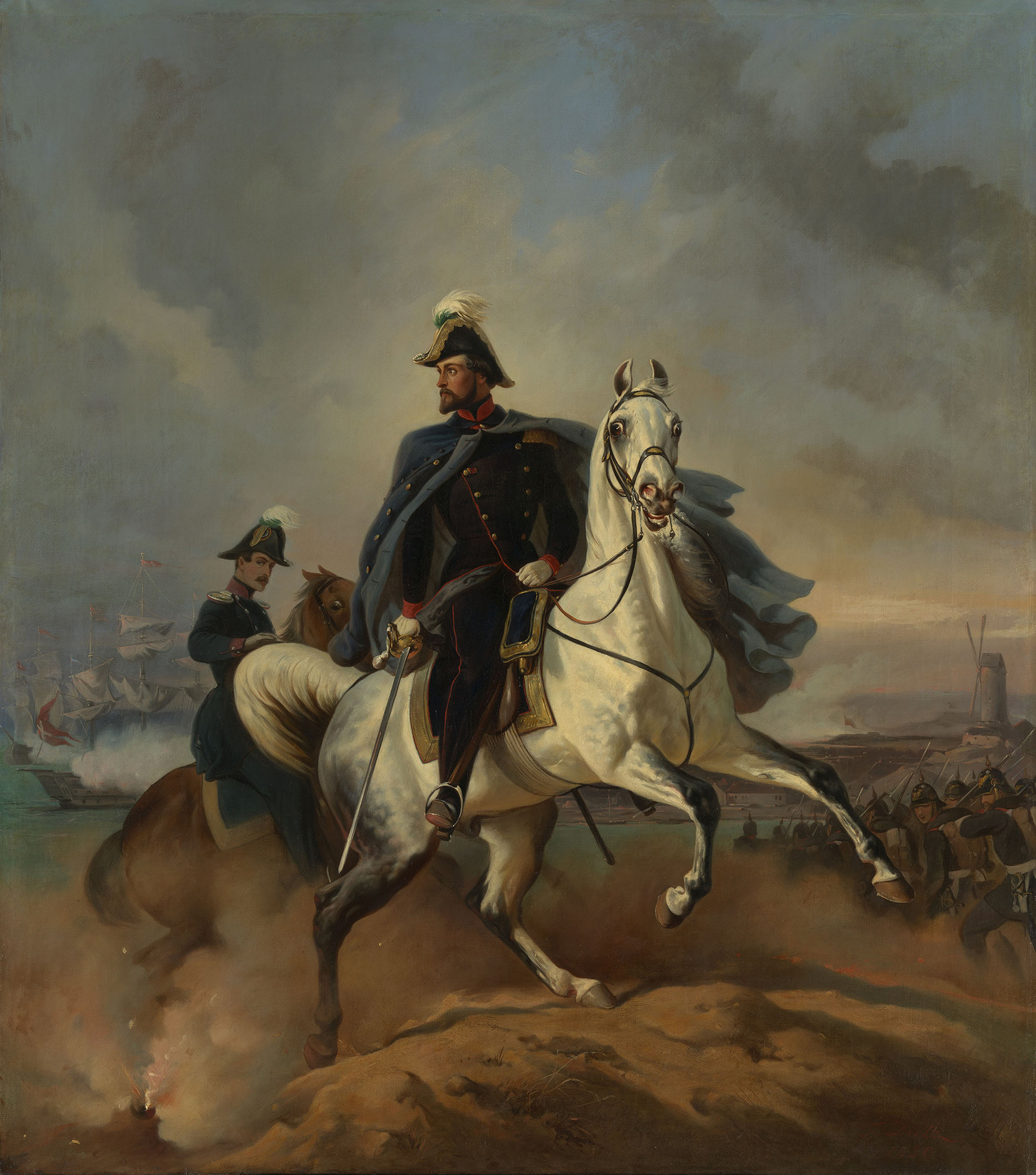
Ernesto II il 5 aprile 1849 nella Battaglia di Eckernförde di Feodor Dietz, 1850. Questo dipinto fa parte della Royal Collection

Dal 1848 al 1864, la Danimarca e la Confederazione tedesca combatterono per il controllo dei due ducati dello Schleswig e dell'Holstein. Storicamente, i ducati erano stati retti dalla Danimarca sin dal medioevo, ma essi si estendevano per gran parte in territorio tedesco e la lingua ufficiale era il tedesco. Fu questa popolazione a ribellarsi quando il 27 marzo 1848 re Federico VII di Danimarca annunciò che i due ducati sarebbero divenuti parte integrante del regno di Danimarca con una nuova costituzione liberale. La Prussia fu tra i primi stati ad essere coinvolta nel conflitto dando origine alla Prima guerra dello Schleswig. Ernesto prese parte agli scontri inviando inizialmente 8.000 uomini a supporto delle truppe della federazione tedesca. Egli era intenzionato a prendere parte attivamente alla guerra, ma venne rifiutato, ottenendo invece l'incarico di gestione del contingente della Turingia.; egli commentò questo fatto in una lettera al fratello: "Dovrei rifiutare qualsiasi altro comando del genere, ma non posso rifiutare questo in quanto le attuali condizioni dei nostri stati, richiedono l'importanza di mantenere il potere esecutivo nelle nostre mani". Come comandante di un corpo d'armata tedesco, Ernesto vinse il 5 aprile 1849 nella Battaglia di Eckernförde contro le forze danesi.
La prima guerra si concluse nel 1851 per poi riprendere nel 1864. Durante questo interludio, Ernesto si oppose fervidamente al matrimonio di suo nipote Alberto Edoardo, principe di Galles con la principessa Alessandra di Danimarca, figlia del futuro re Cristiano IX di Danimarca) (uno dei principali nemici degli stati tedeschi). Alberto replicò irritato "Cosa ha a che vedere questo fatto con te?... Vicky si è scervellata per trovare qualcun'altra di adatta, ma invano... Non abbiamo altre scelte ragionevoli". Alberto era di fondo d'accordo col fratello nel ritenere questo matrimonio problematico per la posizione anche dell'Inghilterra nel conflitto, ma riteneva che il matrimonio dovesse essere piuttosto un fatto privato e che ciò veniva fatto solo per "prevenire una rottura con la Prussia e mantenere il gioco nelle mani inglesi, imponendo se necessario le condizioni".

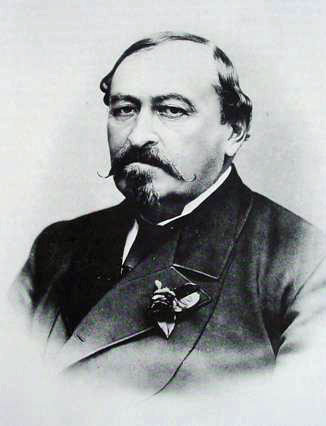
Ernesto II fotografato nel XIX secolo

Poco dopo aver concluso questo affare, il principe Alberto morì il 14 dicembre 1861. La sua morte fu d'aiuto a Ernesto per riparare il suo rapporto con la regina Vittoria sua cognata la quale si era scagliata fortemente contro di lui per l'opposizione al matrimonio con la principessa di Danimarca. La morte del fratello, ad ogni modo, non risolse per Ernesto la gravità della situazione e dato che il suo tentativo di persuadere Vittoria era fallito, egli tentò con una nuova tattica. Egli iniziò a diffondere dei pettegolezzi su Alessandra e sulla sua famiglia, dicendo che la di lei madre, la principessa Luisa d'Assia-Kassel: "aveva avuto un figlio illegittimo e che Alessandra stessa aveva continui flirts con ufficiali d'esercito"; egli scrisse inoltre alla stessa Luisa per avvisarla del fatto che suo nipote Alberto Edoardo non sarebbe stata una scelta felice come marito per la figlia. Oltre a tutto questo, Ernesto incontrò il nipote a Tebe, in Grecia, per tentare personalmente di farlo recedere da questa scelta. In una lettera datata 11 aprile e diretta alla figlia maggiore, Vittoria rimarcò sfavorevolmente: "Non mi dire che Bertie ha incontrato lo zio Ernesto a Tebe... Sono sempre allarmata quando penso allo zio Ernesto ed a Bertie insieme e conosco perfettamente le intenzioni del primo di far recedere il secondo dal suo matrimonio con la principessa Alessandra". Malgrado la disapprovazione di Ernesto, però, Bertie sposò Alessandra il 10 marzo 1863.
Il duca si guadagnò in questo periodo anche la reputazione di fervido amico degli Stati Uniti d'America come del resto era stato suo fratello Alberto. Egli fu, ad ogni modo, l'unico regnante europeo a nominare un console negli Stati Confederati d'America nella persona di Ernst Raven,il 30 luglio 1861. Il governo del Texas, dove Raven risiedeva, ci tenne a precisare comunque che questa richiesta di un exequatur non poteva estendere o equiparare il riconoscimento del regime confederato al pari di un'ambasceria.

#### Nomina al trono di Grecia

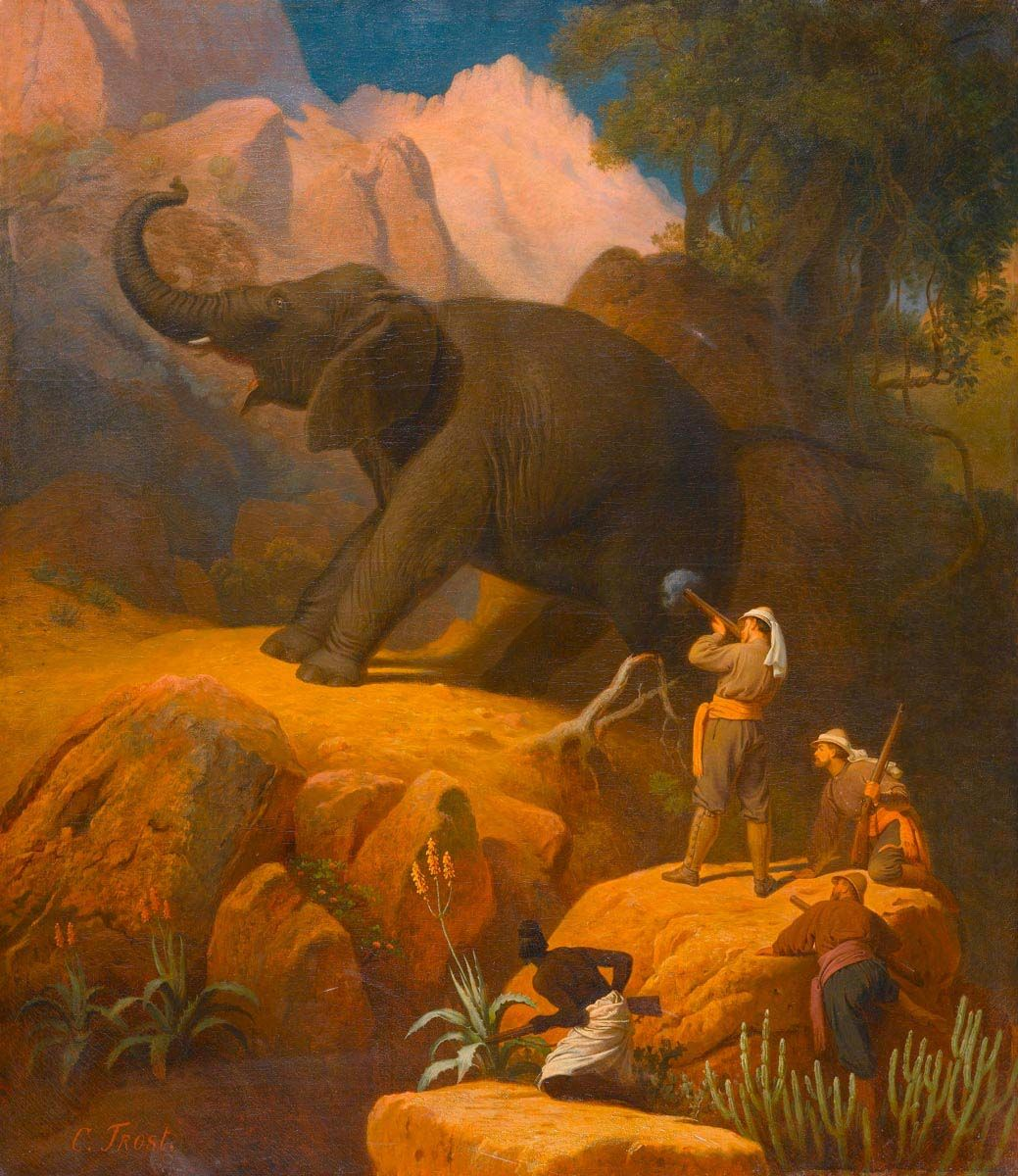
Il duca Ernesto in Etiopia di Carl Trost, 1862

Il 23 ottobre 1862, Ottone di Baviera, re di Grecia, venne deposto da un sanguinoso colpo di Stato. I greci erano intenzionati a scegliersi un monarca più ideologicamente vicino al Regno Unito ed alla regina Vittoria per rimpiazzare Ottone; alcuni indicarono il principe Alfredo, duca di Edimburgo (secondogenito della regina) quale nuovo sovrano greco. Egli venne eletto col 92,07% dei voti del referendum di stato del 1862. Dopo che ad ogni modo venne confermata la sua ineleggibilità, i greci iniziarono a cercare altri possibili candidati, tra i quali vi era incluso il duca Ernesto II di Sassonia-Coburgo-Gotha; se Ernesto fosse asceso al trono greco, Alfredo avrebbe immediatamente ottenuto il trono del Ducato di Sassonia-Coburgo-Gotha. Molti erano favorevoli a questa nomina, tra cui il primo ministro inglese Lord Palmerston e la stessa regina Vittoria. In una lettera scritta a suo zio Leopoldo I del Belgio, Vittoria mostrò il suo sostegno all'intera casata dei Sassonia-Coburgo-Gotha, che era non solo quella di suo marito, ma aveva anche dato i natali allo zio Leopoldo I e ora si trovava di fronte ad un passo così importante. Con la prosecuzione dei negoziati, ad ogni modo, anche la regina iniziò a spazientirsi.
Molti furono i problemi dovuti all'ambizione di Ernesto di salire sul trono greco; in particolare, egli non aveva avuto figli e come tale avrebbe dovuto scegliere qualcuno da adottare come successore. Per risolvere questo problema Ernesto aveva suggerito che gli fosse conferito unicamente il titolo di reggente di Grecia: avrebbe così retto il regno in nome dell'erede da lui prescelto. Egli accettò anche di ascendere al trono dietro precise convenzioni con altre potenza, pur di acquisire la Grecia all'influenza della sua casata e quindi del Regno Unito. Il problema che comprise sopra ogni altro la sua ascesa al trono fu il fatto che egli era intenzionato a ottenere sia il regno di Grecia che a mantenere il controllo sui suoi ducati, reputati un dominio più sicuro. Alla fine, il gabinetto di governo inglese convenne che le condizioni erano inaccettabili. Nel 1863, il trono greco passò al fratello minore della principessa di Galles, il principe Guglielmo di Danimarca. Ernesto commentò così il fatto: "Questo colpo mi ha affondato".

#### Guerra austro-prussiana e quella franco-prussiana

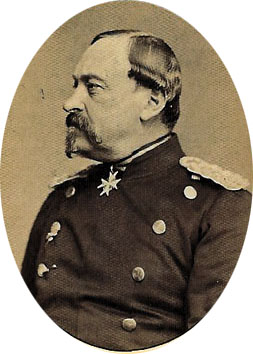
Ernesto II nelle vesti di generale prussiano

Ernesto, come suo fratello, era favorevole all'unificazione tedesca in uno stato federale. Per meglio raggiungere il suo obiettivo, Ernesto era solito appoggiarsi alla fazione politica di maggior successo. Egli guardò quindi favorevolmente il crescere del liberalismo in Germania e tentò di stabilire dei contatti coi capi del movimento. Durante il suo regno, Ernesto venne percepito come un progressista ed il suo appoggio alla visione liberale fece sì che il suo ducato divenisse un asilo per molti rifugiati politici provenienti da altri stati tedeschi. Nel 1863, egli prese parte alla Conferenza di Francoforte che venne convocata dall'Imperatore d'Austria per evitare risentimenti aperti nei confronti della Prussia e per frenare nel contempo il suo espansionismo. Sebbene il suo comportamento non lo rendesse favorevole al governo prussiano, egli seppe sviluppare dei forti contatti con l'Austria al punto che molti lo videro come il potenziale arbitro del conflitto tra potenze meridionali e settentrionali della Germania.
La Guerra austro-prussiana venne promossa largamente dai capi del partito conservatore tedesco al fine di unificare le varie controparti sotto l'insegna di un governo liberale. Ernesto pur capendo la gravità di un conflitto coinvolgente la Prussia, fu un attivo sostenitore della causa austriaca. Anche se Ernesto nominalmente seguiva politiche più liberali di altre sue controparti, egli iniziò dalla metà degli anni sessanta ad allinearsi maggiormente col primo ministro prussiano Otto von Bismarck. Malgrado questo cambiamento nella sua visione politica, egli continuò pubblicamente a sostenere l'Austria nel conflitto e nessuno in Europa avrebbe sospettato che Ernesto si sarebbe immediatamente schierato con i prussiani meglio equipaggiati dallo scoppio della guerra. Questa sua strategia viene vista oggi alla luce degli eventi come un tentativo di salvaguardare la sicurezza dei suoi ducati e, per esteso, di sé stesso. Ad ogni modo, Ernesto venne giudicato un traditore da molti stati e la stessa regina Vittoria commentò il cambio di strategia in questo modo: "sarei stata concorde in una neutralità (che per certi versi si dimostrava necessaria), a il cambio totale di colore è una scorrettezza".

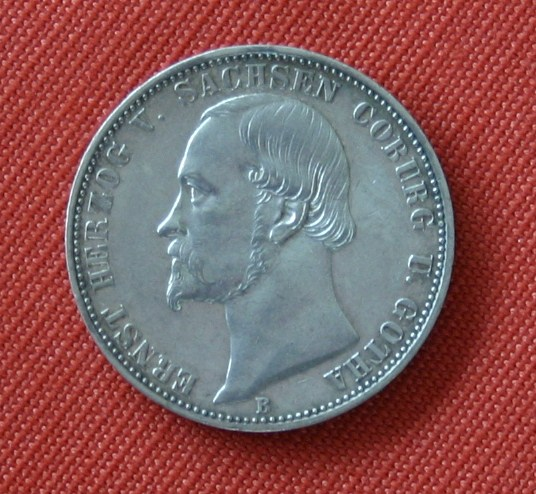
Moneta di Ernesto II coniata nel 1869 per celebrare il suo 25º anno di regno.

Ernesto fu ad ogni modo fortunato nel supportare la Prussia che si dimostrò vittoriosa nel conflitto, al contrario di molti altri principi, re e duchi tedeschi che avevano supportato l'Austria e che tanto ebbero a patire tra le mani degli Hohenzollern. L'Hannover, l'Assia-Kassel ed il Ducato di Nassau ad esempio vennero tutti annessi direttamente alla Prussia a spese dei loro rispettivi regnanti. Pur avendo cambiato le proprie vedute politiche solo di recente, ad Ernesto venne concesso il privilegio di sfilare alla testa del proprio battaglione durante la parata della vittoria. La maggiore delle sue nipoti, Vittoria ("Vicky") fu una delle sostenitrici della politica filo-prussiana in quanto moglie del principe ereditario Federico di Prussia.
Il supporto di Ernesto ai prussiani nella guerra austro-prussiana e poi nella Guerra franco-prussiana lo depose dal ruolo di potenziale arbitro del movimento politico per l'unificazione. Secondo la storica Charlotte Zeepvat, ad ogni modo, l'accanimento di Ernesto nel sostenere la causa prussiana è da ricercarsi in un commento della regina Vittoria in una lettera del 1873 alla figlia dove scrisse: "i conti dello zio Ernesto lo distraggono troppo" e nella risposta della figlia di due settimane più tardi si legge: "Ciò che dici circa lo zio E. è ciò che ho sentito da tanti ed è la cosa più spaventosa ed umiliante. Davvero non ci si può recare a Coburgo quando lo zio è in casa". Ernesto era solito coinvolgere i suoi problemi politici nella sfera del privato. Nel 1886, Ernesto pubblicò Co-Regents and Foreign Influence in Germany, un pamphlet che divenne presto molto noto circa l'autore. In esso egli attaccava Vicky come una sovrana non leale alla Germania e troppo dipendente da sua madre, definendola anche come troppo indiscreta per passarle informazioni confidenziali sia in periodo di pace che in periodo di guerra. La Regina Vittoria era furiosa dell'accaduto, e scrisse a Vicky, "Ciò che mi dici sullo zio E. e sul pamphlet è semplicemente mostruoso. Ti assicuro che mi sento in grande difficoltà a scrivergli gli auguri di buon compleanno, ma gli scriverò giusto un pensiero breve e freddo come vuole il buon senso".

### Ultimi anni

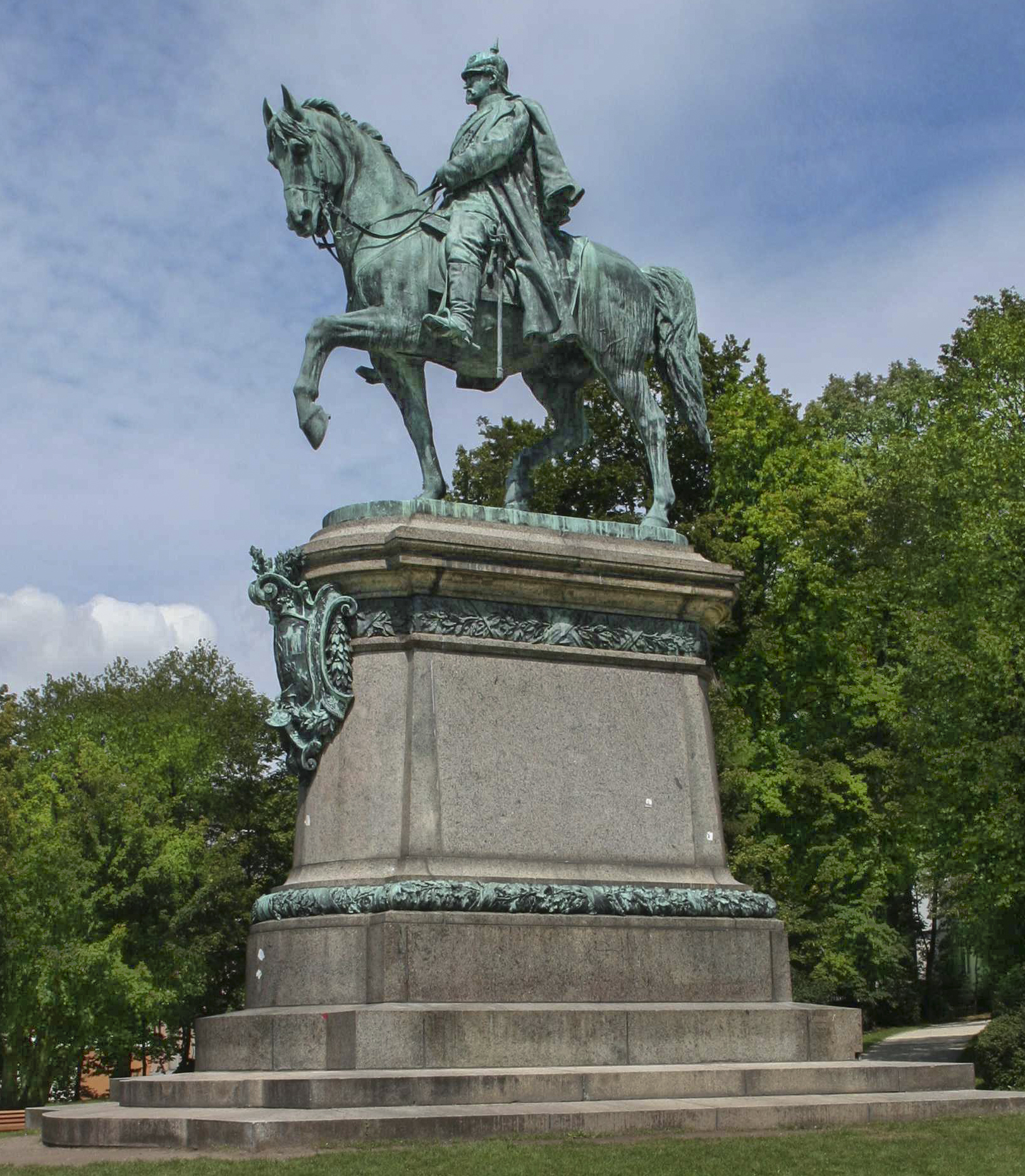
Statua equestre di Ernesto II all'Hofgarten, Coburgo. A metà dell'Ottocento, Ernesto trasformò radicalmente l'Hofgarten in un parco all'inglese, e venne aperto al pubblico il 27 aprile 1857. La statua venne realizzata nel 1899 per commemorare il grande contributo di Ernesto al progetto dei giardini.

Negli ultimi anni del suo regno, le azioni di Ernesto irritarono notevolmente la prestigiosa cognata. Anche se Vittoria amava Ernesto in quanto era l'unico parente in vita del suo beneamato Alberto, era molto dispiaciuta del fatto che Ernesto stesse redigendo in quegli anni le sue memorie, sapendo che vi avrebbe inserito di certo dei contenuti particolari sul suo defunto marito. Malgrado le dispute, Ernesto continuò ad incontrare regolarmente Vittoria e la sua famiglia. Nel 1891 si incontrarono in Francia; la dama di compagnia della regina commentò: "il vecchio duca di Sassonia-Coburgo-Gotha è stato qui oggi con sua moglie. Egli è l'unico fratello del principe consorte e uomo d'aspetto sciatto e la regina stessa non lo ama particolarmente. Egli è sempre intento a scrivere pamphlets anonimi contro la regina e l'imperatrice, il che crea naturalmente grande dispiacere alla famiglia intera".
Ernesto divenne noto anche per le sue stravaganze come nel modo di vestire che divenne memorabile per molte generazioni di giovani della sua epoca. Una sua pronipote, la duchessa Maria di Edimburgo, descriverà poi Ernesto come "un vecchio bue, strizzato in un frack troppo stretto per la sua stazza, con un cappello sportivo e guanti color limone, accompagnato da una rosa all'occhiello della sua giacca".

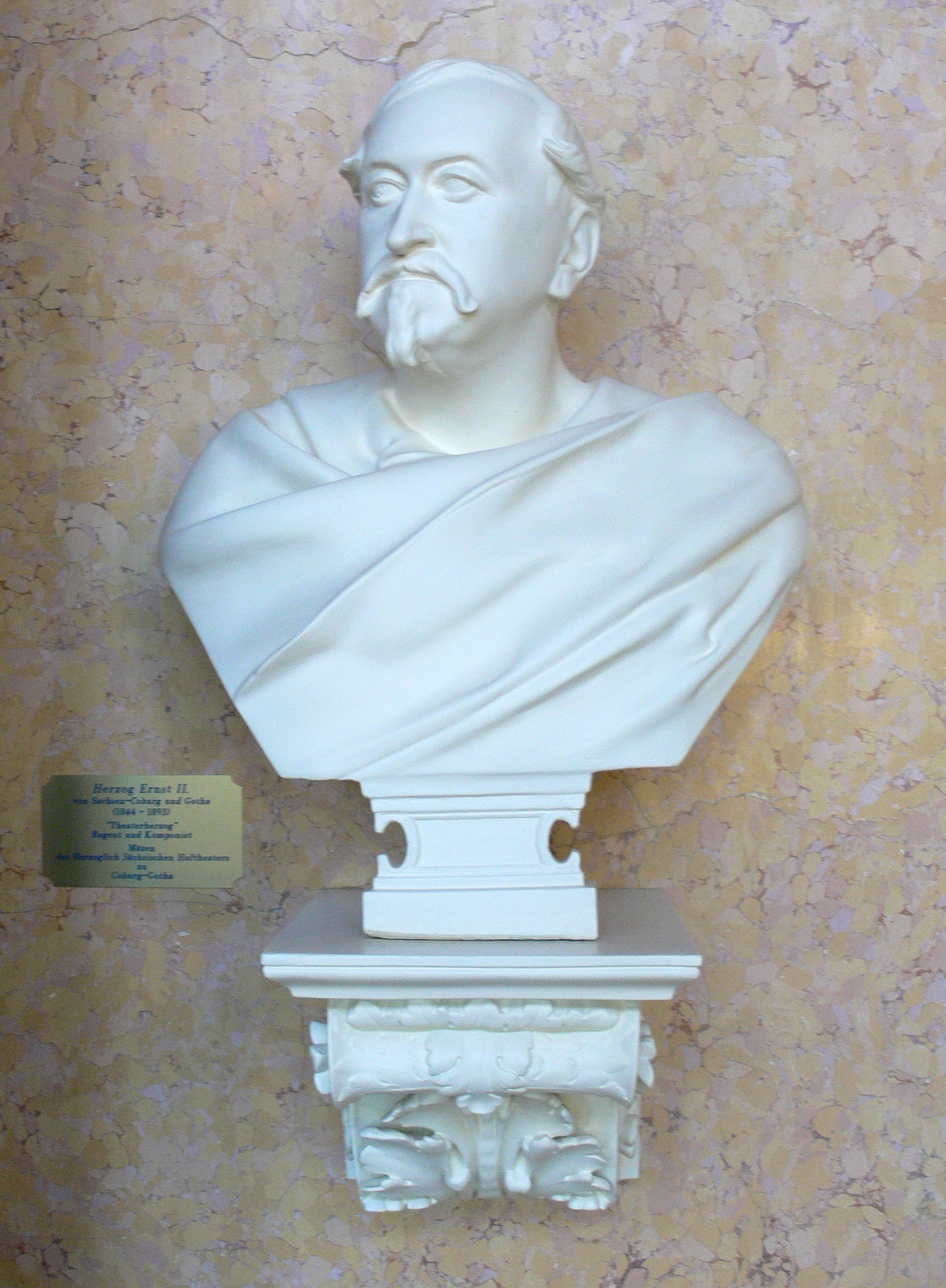
Un busto di Ernesto II al Landestheater di Coburgo. Ernesto era molto legato al teatro ed alla musica e ne promosse largamente lo sviluppo in Germania.

Eccellente musicista e compositore amatoriale per tutta la sua vita, Ernesto fu un grande patrono delle arti e delle scienze a Coburgo, concedento premi e titoli a molti personaggi in questi campi come ad esempio al cantante d'opera Paul Kalisch ed al chimico William Ernest Bush. Ernest compose canzoni, inni e cantate oltre a pezzi musicali per opera tra cui Die Gräberinsel (1842), Tony, oder die Vergeltung (1849), Casilda (1851), Santa Chiara (1854) e Zaïre, che riscossero grande successo in Germania. Egli suonava il pianoforte. Una delle sue opere, Diana von Solange (1858), stimolò Franz Liszt l'anno successivo a scrivere la Festmarsch nach Motiven von E. H. z. S.-C.-G., S.116 (E. H. z. S.-C.-G. era un'abbreviazione per Ernst Herzog zu Sachsen-Coburg-Gotha, Ernesto appunto). Ad ogni modo, la sua première al Metropolitan Opera di New York City nel 1890 totalizzò solo qualche replica con alcuni spettatori che commentarono la musica come "autentica spazzatura". Ernesto fu anche un avido cacciatore e sportivo, divenendo noto come uno degli uomini più importanti nei due campi durante il XIX secolo. Inoltre, Ernesto fu un entusiasta patrono per tutto quanto era concernente alla storia naturale, viaggiando ad esempio in Abissinia con lo zoologo tedesco Alfred Brehm nel 1862.

### Morte

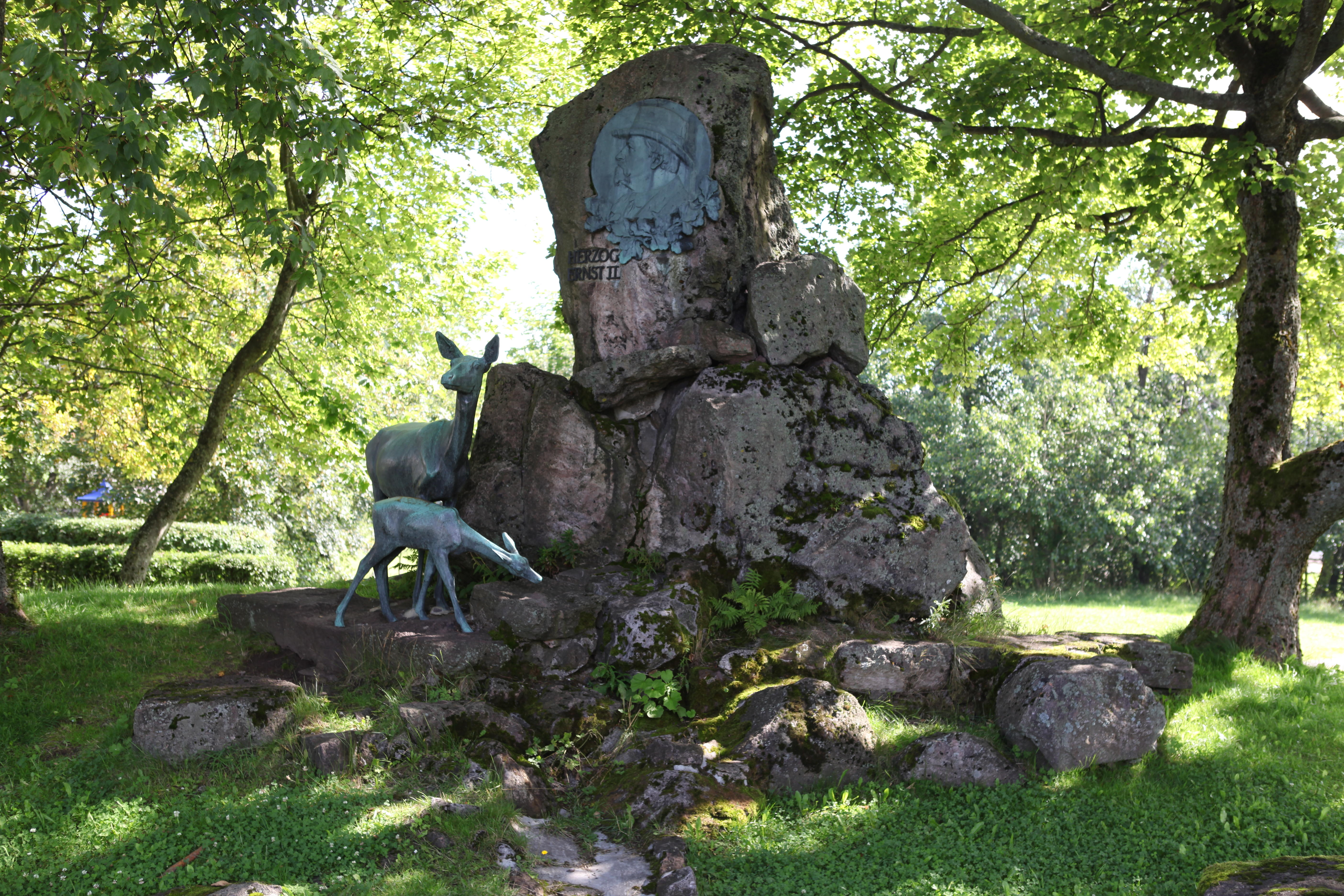
Memoriale ad Ernesto II ad Oberhof

Ernesto II morì a Reinhardsbrunn il 22 agosto 1893 dopo una breve malattia. Da sportivo, le sue ultime parole furono "Lasciate che la gara abbia inizio!" Venne sepolto nella Moritzkirche di Coburgo con una cerimonia funebre attesa da centinaia e migliaia di persone tra cui l'imperatore Guglielmo II di Germania e il Principe di Galles. Ernesto venne succeduto da suo nipote Alfredo, duca di Edimburgo come duca di Sassonia-Coburgo-Gotha.
Ernesto II fu massone, membro della Loggia Ernst zum Compass (Ernesto al Compasso) di Gotha, fondata il 30 gennaio del 1806.

## Ascendenza
|                                                 |                                              |                                                    | Genitori                                                |  |  | Nonni |  |  | Bisnonni                                            |  |  | Trisnonni                                           |  |
|                                                 |                                              |                                                    |                                                         |  |  |       |  |  | Ernesto Federico, Duca di Sassonia-Coburgo-Saalfeld |  |  | Francesco Giosea, Duca di Sassonia-Coburgo-Saalfeld |  |
|                                                 |                                              |                                                    |                                                         |  |  |       |  |  | Ernesto Federico, Duca di Sassonia-Coburgo-Saalfeld |  |  | Francesco Giosea, Duca di Sassonia-Coburgo-Saalfeld |  |
|                                                 |                                              | Anna Sofia di Schwarzburg-Rudolstadt               |                                                         |  |  |       |  |  | Ernesto Federico, Duca di Sassonia-Coburgo-Saalfeld |  |  |                                                     |  |
| Francesco, Duca di Sassonia-Coburgo-Saalfeld    |                                              |                                                    |                                                         |  |  |       |  |  | Ernesto Federico, Duca di Sassonia-Coburgo-Saalfeld |  |  |                                                     |  |
|                                                 |                                              | Sofia Antonia di Brunswick-Wolfenbüttel            | Ferdinando Alberto II, Duca di Brunswick-Wolfenbüttel   |  |  |       |  |  |                                                     |  |  |                                                     |  |
|                                                 |                                              | Sofia Antonia di Brunswick-Wolfenbüttel            | Ferdinando Alberto II, Duca di Brunswick-Wolfenbüttel   |  |  |       |  |  |                                                     |  |  |                                                     |  |
|                                                 |                                              | Sofia Antonia di Brunswick-Wolfenbüttel            | Antonietta Amalia di Brunswick-Wolfenbüttel             |  |  |       |  |  |                                                     |  |  |                                                     |  |
| Ernesto I, Duca di Sassonia-Coburgo e Gotha     |                                              | Sofia Antonia di Brunswick-Wolfenbüttel            |                                                         |  |  |       |  |  |                                                     |  |  |                                                     |  |
|                                                 |                                              | Enrico XXIV, Conte Reuss di Ebersdorf              | Enrico XXIII, Conte Reuss di Ebersdorf                  |  |  |       |  |  |                                                     |  |  |                                                     |  |
|                                                 |                                              | Enrico XXIV, Conte Reuss di Ebersdorf              | Enrico XXIII, Conte Reuss di Ebersdorf                  |  |  |       |  |  |                                                     |  |  |                                                     |  |
|                                                 |                                              | Enrico XXIV, Conte Reuss di Ebersdorf              | Contessa Sofia Teodora di Castell-Remlingen             |  |  |       |  |  |                                                     |  |  |                                                     |  |
| Augusta di Reuss-Ebersdorf                      |                                              | Enrico XXIV, Conte Reuss di Ebersdorf              |                                                         |  |  |       |  |  |                                                     |  |  |                                                     |  |
|                                                 |                                              | Carolina Ernestina di Erbach-Schönberg             | Giorgio Augusto, Conte di Erbach-Schönberg              |  |  |       |  |  |                                                     |  |  |                                                     |  |
|                                                 |                                              | Carolina Ernestina di Erbach-Schönberg             | Giorgio Augusto, Conte di Erbach-Schönberg              |  |  |       |  |  |                                                     |  |  |                                                     |  |
|                                                 |                                              | Carolina Ernestina di Erbach-Schönberg             | Contessa Ferdinanda Enrichetta di Stolberg-Gedern       |  |  |       |  |  |                                                     |  |  |                                                     |  |
| Ernesto II di Sassonia-Coburgo e Gotha          |                                              | Carolina Ernestina di Erbach-Schönberg             |                                                         |  |  |       |  |  |                                                     |  |  |                                                     |  |
|                                                 | Ernesto II, Duca di Sassonia-Gotha-Altenburg | Federico III, Duca di Sassonia-Gotha-Altenburg     |                                                         |  |  |       |  |  |                                                     |  |  |                                                     |  |
|                                                 | Ernesto II, Duca di Sassonia-Gotha-Altenburg | Federico III, Duca di Sassonia-Gotha-Altenburg     |                                                         |  |  |       |  |  |                                                     |  |  |                                                     |  |
|                                                 | Ernesto II, Duca di Sassonia-Gotha-Altenburg | Principessa Luisa Dorotea di Sassonia-Meiningen    |                                                         |  |  |       |  |  |                                                     |  |  |                                                     |  |
| Augusto, Duca di Sassonia-Gotha-Altenburg       | Ernesto II, Duca di Sassonia-Gotha-Altenburg |                                                    |                                                         |  |  |       |  |  |                                                     |  |  |                                                     |  |
|                                                 |                                              | Principessa Carlotta di Sassonia-Meiningen         | Antonio Ulrico, Duca di Sassonia-Meiningen              |  |  |       |  |  |                                                     |  |  |                                                     |  |
|                                                 |                                              | Principessa Carlotta di Sassonia-Meiningen         | Antonio Ulrico, Duca di Sassonia-Meiningen              |  |  |       |  |  |                                                     |  |  |                                                     |  |
|                                                 |                                              | Principessa Carlotta di Sassonia-Meiningen         | Carlotta Amalia d'Assia-Philippsthal                    |  |  |       |  |  |                                                     |  |  |                                                     |  |
| Principessa Luisa di Sassonia-Gotha-Altenburg   |                                              | Principessa Carlotta di Sassonia-Meiningen         |                                                         |  |  |       |  |  |                                                     |  |  |                                                     |  |
|                                                 |                                              | Federico Francesco I, Duca di Meclemburgo-Schwerin | Duca Luigi di Meclemburgo-Schwerin                      |  |  |       |  |  |                                                     |  |  |                                                     |  |
|                                                 |                                              | Federico Francesco I, Duca di Meclemburgo-Schwerin | Duca Luigi di Meclemburgo-Schwerin                      |  |  |       |  |  |                                                     |  |  |                                                     |  |
|                                                 |                                              | Federico Francesco I, Duca di Meclemburgo-Schwerin | Principessa Carlotta Sofia di Sassonia-Coburgo-Saalfeld |  |  |       |  |  |                                                     |  |  |                                                     |  |
| Duchessa Luisa Carlotta di Meclemburgo-Schwerin |                                              | Federico Francesco I, Duca di Meclemburgo-Schwerin |                                                         |  |  |       |  |  |                                                     |  |  |                                                     |  |
|                                                 |                                              | Principessa Luisa di Sassonia-Gotha-Altenburg      | Principe Giovanni Augusto di Sassonia-Gotha-Altenburg   |  |  |       |  |  |                                                     |  |  |                                                     |  |
|                                                 |                                              | Principessa Luisa di Sassonia-Gotha-Altenburg      | Principe Giovanni Augusto di Sassonia-Gotha-Altenburg   |  |  |       |  |  |                                                     |  |  |                                                     |  |
|                                                 |                                              | Principessa Luisa di Sassonia-Gotha-Altenburg      | Contessa Luisa Reuss di Schleiz                         |  |  |       |  |  |                                                     |  |  |                                                     |  |
|                                                 |                                              | Principessa Luisa di Sassonia-Gotha-Altenburg      |                                                         |  |  |       |  |  |                                                     |  |  |                                                     |  |